# Spony zubních náhrad
Spony se řadí spolu se zásuvnými zařízeními a pomocnými kotevními zařízeními mezi kotevní prvky částečných snímatelných náhrad (zubních protéz). Právě spony jsou nejčastěji užívané. Hlavním úkolem kotevních prvků je zabezpečení retence náhrady k zbývajícímu chrupu. Kromě této funkce, zajišťují spony stabilizaci náhrady proti nežádoucím horizontálním složkám pohybu a přenášejí žvýkací tlak na sponové zuby.

## Rozdělení spon
Spony můžeme dělit podle různých kritérií:
Podle funkce
- retenční
- opěrné

Podle materiálu
- lité
- drátěné

Podle tvaru
- otevřené
- prstencové
- tvar písmene E, C, …

Podle počtu ramen
- jednoramenné
- dvouramenné
- tříramenné

Podle odstupu ramen vzhledem k linii maximální konvexity
- spony s nízkým odstupem
- spony s vysokým odstupem

Podle autorů
- Swenson
- Ney
- Kennedy
- Bonyhard
- Jackson

Při výběru jednotlivých typů spon se řídíme biologickým faktorem a anatomickým tvarem zubu, průběhem dělicí linie, způsobem přenosu žvýkacího tlaku, požadovanou funkcí spony a fyzikálně mechanickými vlastnostmi materiálu.

## Spony retenční a opěrné

### Spony retenční
Retenční spony nepřenáší žvýkací tlak, jejich úkolem je pouze přidržovat a částečně stabilizovat snímatelné náhrady. Jsou vhodné jen pro dočasné použití jako imediátní, intermitentní náhrady. Řadíme sem spony jednoramenné a spony dvouramenné. Dvouramenná spona má jedno rameno vestibulární, druhé orální. Tato spona může být kombinovaná, která má retenční rameno drátěné a stabilizační rameno rigidní, lité. Jednoramenná spona představuje nejjednodušší sponu, je tvořená pouze retenčním drátěným ramenem fixovaným do pryskyřičného těla náhrady. Reciproční působení je zde zabezpečeno vlastním tělem náhrady. Výhodou těchto náhrad je možnost regulace retenční síly napružením a univerzálnost použití pro všechny úseky chrupu. Nevýhodou je působení retenčního ramena k povrchu zubu neustálým tlakem. Páčivé síle není postavena překážka a pilířový zub se rychle uvolňuje. Hrozí také poškození marginálního parodontu nasedajícím tělem pryskyřičné náhrady.

### Spony opěrné
Opěrné spony představují nejčastěji tříramenné spony. Retenční rameno udržuje náhradu na místě a zabraňuje její dislokaci. Stabilizační rameno blokuje a rozvádí nežádoucí horizontální síly na zubní oblouk. Kromě funkce retenční a stabilizační mají také funkci opěrnou. Tyto spony převádí žvýkací tlak na sponový zub. Rameno umožňující převod tlaku se nazývá opěrné, též opěrný či okluzní trn. Kromě ramen na sponě rozeznáváme také začátek spony, který vychází z těla náhrady nebo spojovacího prvku a tělo spony, z nehož vychází další prvky. 
1. Stabilizační rameno se nachází vždy nad linii maximální konvexity sponového zubu, maximálně na její úrovni. Nesmí pružit, je naprosto rigidní. Kromě ramen čistě stabilizačních existují ramena stabilizačně-retenční. U takovýchto ramen platí, že ta část spony, která je nad linii maximální konvexity stabilizuje, ta část spony, která leží v podsekřivém prostoru zajišťuje retenci. Stabilizační rameno garantuje atraumatické nasazení a sejmutí spony tím, že působí proti ramenu retenčnímu. Je proto nutné, aby kontakt ramena stabilizačního byl vždy, když už se povrchu zubu dotkne rameno retenční.
2. Retenční rameno zabezpečuje retenci náhrady. Vyžaduje se od něj pružnost. Profil je půlkulatý, postupně se zužující. Retenční efekt spony je z fyzikálního hlediska důsledkem smykového tření mezi ramenem a povrchem zubu. V terminální pozici retenční rameno nepůsobí na povrch zubu žádnou silou. Ta se uplatňuje teprve při nuceném pohybu směrem k okluzi.
3. Opěrné rameno (opěrný výběžek, okluzní trn) vybíhá k okluzi, zajišťuje vertikální stabilitu spony a přenos žvýkacího tlaku na sponový zub. Musí být modelováno tak, aby nepředstavovalo okluzní či artikulační překážku. Umísťujeme jej na aproximálních částech okluzních plošek premolárů a molárů. Opěrný trn lze umístit také na incizní hrany a tubercula dentalia frontálních zubů. Často je nutné předem vytvořit na zubu zábrus. Zábrusy se provádějí jenom ve sklovině, nejlépe diamantovou kuličkou do hloubky 1-1,5 mm.

Podle uspořádaní jednotlivých ramen rozeznáváme spony obvodové (cirkulární) a trnové (navržené Roachem). Obvodová spona má prstencovitý tvar. Ramena vycházejí z těla spony aproximálně nad bodem kontaktu. Odstup ramen se nachází nad linii maximální konvexity (spona s vysokým odstupem), ramena poté klesají cervikálně. Trnové spony vycházejí z těla náhrady nebo spojovacích prvků, překlenují gingivu a opírají se o podsekřivou část zubu pod linií maximální konvexity (spony s nízkým odstupem). 